# João Neves
João Pedro Gonçalves Neves, född 27 september 2004 i Tavira, är en portugisisk fotbollsspelare som spelar i Paris Saint-Germain och som representerar det portugisiska landslaget.

## Karriär
Neves representerade som junior från 2016 Benfica. Han tog plats i dess B-lag 2022 och redan samma år tog han plats i A-laget. Han har representerat det portugisiska landslaget på olika juniornivåer sedan 2019. 2023 debuterade han i A-landslaget, och medverkade i EM 2024.